# تهيئة الاستجابة
في علم نفس الإدراك والتحكم الحركي، يشير مصطلح تهيئة الاستجابة إلى شكل معين من التهيئة. بشكل عام، تحدث تأثيرات التهيئة حين تتأثر الاستجابة لمنبه هدف بمنبه التهيئة المقدم في وقت سابق. السمة المميزة لتهيئة الاستجابة هي أن منبهي التهيئة والهدف يُقدَّمان بتعاقب سريع (نموذجيًا، بفاصل أقل من مئة ميلي ثانية) ويقرنان باستجابات حركية مطابقة أو بديلة. حين تُجرى استجابة حركية مسرعة لتصنيف المنبه الهدف، يمكن لمنبه تهيئة يسبق الهدف أن يحرض تعارض استجابة حين يُخصَّص لاستجابة مختلفة عن الهدف. يملك تعارض الاستجابة هذا تأثيرات ملحوظة على السلوك الحركي، ما يقود إلى تأثيرات التهيئة، على سبيل المثال، في أزمان الاستجابة ومعدلات الخطأ. إحدى الخاصيات المميزة لتهيئة الاستجابة هي استقلاليتها عن الإدراك البصري لمنبه التهيئة.

## تهيئة الاستجابة كتأثير حركي بصري
في عام 1962، أجرى فيرهر وراب تجارب طلبوا فيها من المشاركين الضغط على زر وحيد أسرع ما يمكن فَور عرض منبه هدف بصري. تناقصت إمكانية رؤية الهدف بشدة بما يُدعَى بالحجب فوق التعاكسي. وجد المؤلفون أن أزمان الاستجابة كانت مستقلة عن الرؤية الذاتية للهدف، على سبيل المثال، الاستجابات للأهداف المرئية جيدًا كانت بنفس سرعة الاستجابات للأهداف التي كانت بالكاد مرئية (تأثير فيرهر-راب). استخدم روزينباوم وكورنبلام مصطلح «تهيئة الاستجابة» لأول مرة فيما يتعلق بالنموذج التجريبي حيث أُجريَت تهيئة للجوانب المختلفة من الاستجابات الحركية بواسطة منبه بصري. طور كل من بيتر وولف وورنر كلوتز وأولريش أنسورج وأودمار نيومان الإجراء الحديث لتهيئة الاستجابة في ثمانينيات وتسعينيات القرن العشرين في جامعة بيلفيلد، ألمانيا. تطور هذا النموذج بشكل أكبر في تسعينيات القرن العشرين على يد فريق البحث الذي قاده ديرك فوربرغ في جامعة براونشويغ، ألمانيا.
الدورة الزمنية النموذجية لتجربة في نموذج تهيئة الاستجابة. هنا، يستجيب المشاركون بأكبر سرعة ممكنة لشكل المنبه الهدف (الشكل المعين أو المربع) وذلك بالضغط على مفتاح الاستجابة المخصص. قبيل ذلك، يُقدَّم منبه تهيئة (معين أو مربع أيضًا) يؤثر على الاستجابة للهدف. يُدعى الفاصل الزمني بين بدء منبه التهيئة وبدء الهدف ب «لا تواقت بدء المنبه» (إس أو إيه). في العديد من تجارب تهيئة الاستجابة، يعمل الهدف أيضًا على حجب منبه التهيئة بصريًا. وبالتالي، يُجرَى اختبار آخر في أغلب الأحيان يُطلَب فيه من المشاركين تحديد منبه التهيئة المحجوب. ب) يعد منبها الهدف والتهيئة متوافقين حين يُخصَّصان لنفس الاستجابة، وغير متوافقين حين يخصصان لاستجابات مختلفة. ج) قد تتأثر إمكانية رؤية منبه التهيئة بشدة بتأثيرات الحجب الخاصة بالهدف.
في كل نماذج تهيئة الاستجابة، يجب على المشاركين أن يستجيبوا لمنبه هدف معين. في تجربة بسيطة، قد يكون الهدف أحد منبهين هندسيين اثنين، يخصص كل منهما لأحد مفتاحي الاستجابة. (على سبيل المثال، المعين- مفتاح اليسار، المربع- مفتاح اليمين). تتألف التجربة من عدد كبير من الاختبارات يضغط فيها المشاركون على المفتاح الأيسر عند ظهور المعيّن، وعلى المفتاح الأيمن عند ظهور المربع، بأسرع وقت وأصح شكل ممكن. في كل اختبار، يسبق منبه تهيئة المنبه الهدف ويكون أيضًا معينًا أو مربعًا، وبالتالي يكون قادرًا على استثارة نفس الاستجابات الحركية التي يثيرها الهدف (الشكل 1). إذا رُبِط منبها الهدف والتهيئة بنفس الاستجابة (المعين يسبقه المعين، والمربع يسبقه المربع)، يدعيان «متوافقين» (وأيضًا «متطابقين» أو «منسجمين»)، أما إذا رُبِطا باستجابات حركية مختلفة (المعين يسبقه المربع، والمربع يسبقه المعين) يدعيان «غير متوافقين» (وأيضًا «غير متطابقين» أو «غير منسجمين»). يُدعى الفاصل الزمني بين بدء منبه التهيئة وبدء الهدف ب «لاتواقت بدء المنبه» (إس أو إيه). نموذجيًا، يوضع إس أو أيه يُقدَّر بنحو مئة ميلي ثانية.
تظهر تأثيرات التهيئة حين يؤثر منبه التهيئة على الاستجابة الحركية للهدف: تسرع منبهات التهيئة الموافقة الاستجابات للهدف، في حين تبطئها منبهات التهيئة غير المتوافقة. تُحسَب تأثيرات التهيئة في أزمان الاستجابة بأخذ الفرق بين أزمان الاستجابة في التجارب المتوافقة وغير المتوافقة. بعيدًا عن تأثيراتها على سرعة الاستجابة، يمكن أن يؤثر منبه التهيئة إلى حد كبير في معدل أخطاء الاستجابة (أي الاستجابات الخاطئة للهدف): من النادر أن تؤدي منبهات التهيئة المتوافقة إلى أخطاء، في حين قد تصبح معدلات الخطأ عالية جدًا مع منبهات التهيئة غير المتوافقة. يؤثر منبه التهيئة في أزمان الاستجابة بالإضافة لمعدلات الخطأ، تزداد تأثيرات التهيئة نموذجيًا أثناء «لاتواقت بدء الاستجابة»، ما يؤدي إلى أنماط تهيئة الاستجابة النموذجية في الشكل 2. وهذا يعني أنه كلما طال الزمن بين منبهي الهدف والتهيئة، كلما كانت تأثيرات التهيئة على الاستجابة أكبر. بالنسبة لمتوسط أزمان استجابة يقدر بنحو 350-450 ميلي ثانية، قد يصبح تأثير تهيئة الاستجابة أكبر من 100 ميلي ثانية، ما يجعله أحد أكبر التأثيرات عدديًا في أبحاث زمن الاستجابة.
تُظهِر نتائج عدة تجارب أن زيادة التهيئة عند لاتواقت بدء الاستجابة يحدث لأن منبه التهيئة يملك المزيد من الوقت ليؤثر على عملية الاستجابة قبل أن يتمكن المنبه الهدف الفعلي من أن يصبح فاعلًا ويتحكم بالاستجابة الحركية بنفسه. ويتوضح هذا الأمر من خلال الدورة الزمنية للنشاط الحركي على مخطط الدماغ الكهربائي، والاستجابات المشيرة المهيَّئة، وقياسات قوة الاستجابة، ودراسات التنبيه، والتي أشارت جميعها إلى أن النشاط الحركي يظهر أولًا بالاتجاه الذي حدده منبه التهيئة، ثم يستمر لاحقًا بالاتجاه الذي يحدده الهدف الفعلي. وبالتالي، يعتمد الحجم النهائي لتأثير التهيئة على كل من خصائص المنبه وخصائص المهمة. يؤدي كل من منبهات التهيئة ذات الطاقة التنبيهية العالية (على سبيل المثال، تعارض أكبر، مدة أطول) والمهمات ذات التمييز التنبيهي السهل إلى تأثيرات تهيئة أكبر، بينما تؤدي منبهات التهيئة ذات الطاقة التنبيهية المنخفضة والمهمات ذات التمييز الصعب إلى تأثيرات أصغر. يمكن تضخيم تأثيرات التهيئة بتوجيه الانتباه البصري إلى موضع منبه التهيئة أو صفاته الخاصة في لحظة ظهور هذا المنبه.
تنطبق الدورة الزمنية لتأثير تهيئة الاستجابة الموصوفة حاليًا فقط على لاتواقت بدء استجابة يصل لنحو مئة ميلي ثانية. بالنسبة للاتواقت بدء استجابة أطول من ذلك، قد يزيد تأثير التهيئة أكثر. ولكن، في بعض الظروف، يمكن ملاحظة انعكاس التأثير، إذ تؤدي منبهات التهيئة غير المتوافقة إلى استجابات أسرع للهدف أكثر من تلك المتوافقة. يُعرَف هذا التأثير باسم «تأثير التوافق السلبي».